# Marcelino Abad Tolentino
Marcelino Abad Tolentino (Distrito de Chaglla, provincia de Pachitea, Huánuco, Perú, 5 de abril de 1900), es, según sus palabras, el hombre vivo más longevo de Perú y probablemente del mundo, con una edad reclamada de 125 años. De ser verdad, sería la persona más longeva de la historia. En abril de 2024, el Ministerio de Desarrollo e Inclusión Social anunció que presentaría su caso al libro de récords Guiness para así confirmar su verdadera edad.
Desde 2019, posee un documento nacional de identidad (DNI), lo que le ha permitido acceder a una pensión otorgada por el Estado. Recibió la vacuna contra el COVID-19 en 2021.El diario oficial El Peruano conmemoró en 2023 sus 123 años de existencia.

## Biografía

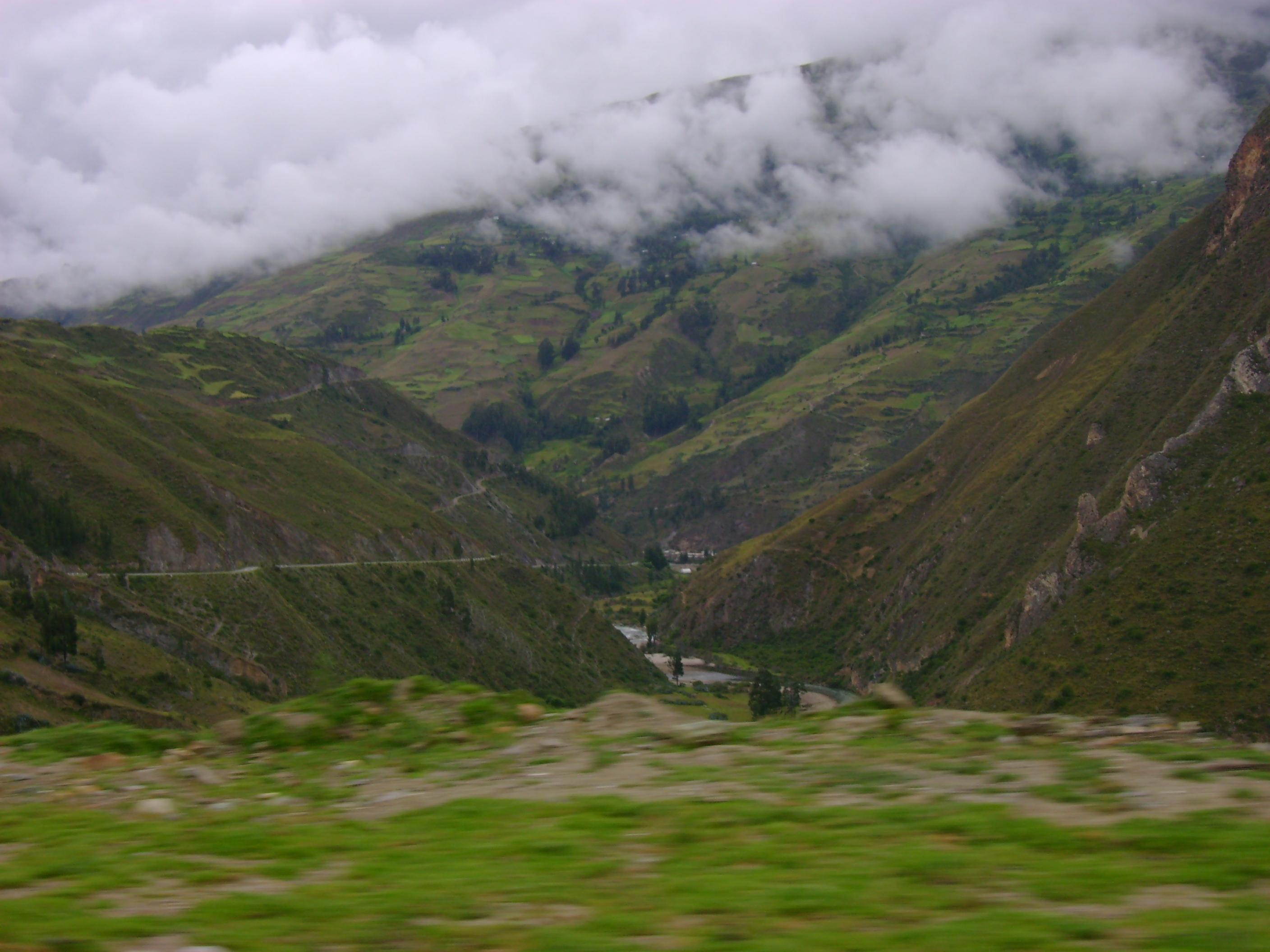
Valle de Pachitea. Departamento de Huánuco

Abad, conocido por los vecinos de la zona como Don 'Mashico', es un ciudadano peruano cuya vida ha estado marcada por el trabajo duro y la dedicación a la agricultura. Quedó huérfano a los 7 años, pues tanto su madre como su padre fallecieron intentando cruzar un río en una rondana, esto llevaría a que sea acogido por los dueños de una hacienda en Chaglla. Desde una edad temprana, se vio obligado a priorizar el trabajo sobre los estudios debido a la falta de recursos económicos. Según revelaciones del Ministerio de Desarrollo e Inclusión Social (Midis), a lo largo de los años, ha desempeñado diversos oficios, incluyendo el trabajo como peón en las chacras, albañil y vendedor de comida. Durante los últimos cuarenta años, se ha dedicado al cultivo de frutas y hortalizas para su sustento.
Don 'Mashico' se mantuvo desconocido para el público hasta que en 2019, un equipo de representantes del Sistema de Focalización de Hogares (Sisfoh) lo contactó. Reside en un paraje remoto del distrito de Changlla, en la provincia huanuqueña de Pachitea, donde para llegar a su hábitat es necesario caminar tres horas hasta su finca. A pesar de no saber leer ni escribir, ha recibido ayuda social del programa gubernamental Pensión 65 desde 2019.
Actualmente vive en una residencia para personas mayores, en donde celebró su cumpleaños 124 Es uno de los 890 usuarios centenarios del Programa Pensión 65 en todo el Perú, y en el departamento de Huánuco, cuenta con 32 usuarios centenarios.

## Distinciones
- Considerado el «Superlongevo peruano» y postulante al récord Guiness por el Ministerio de Desarrollo e Inclusión Social[2][11]